# Bloc (jouet)
Pour les articles homonymes, voir Bloc.

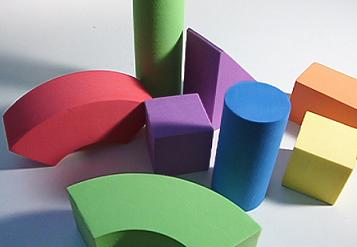
Blocs en bois

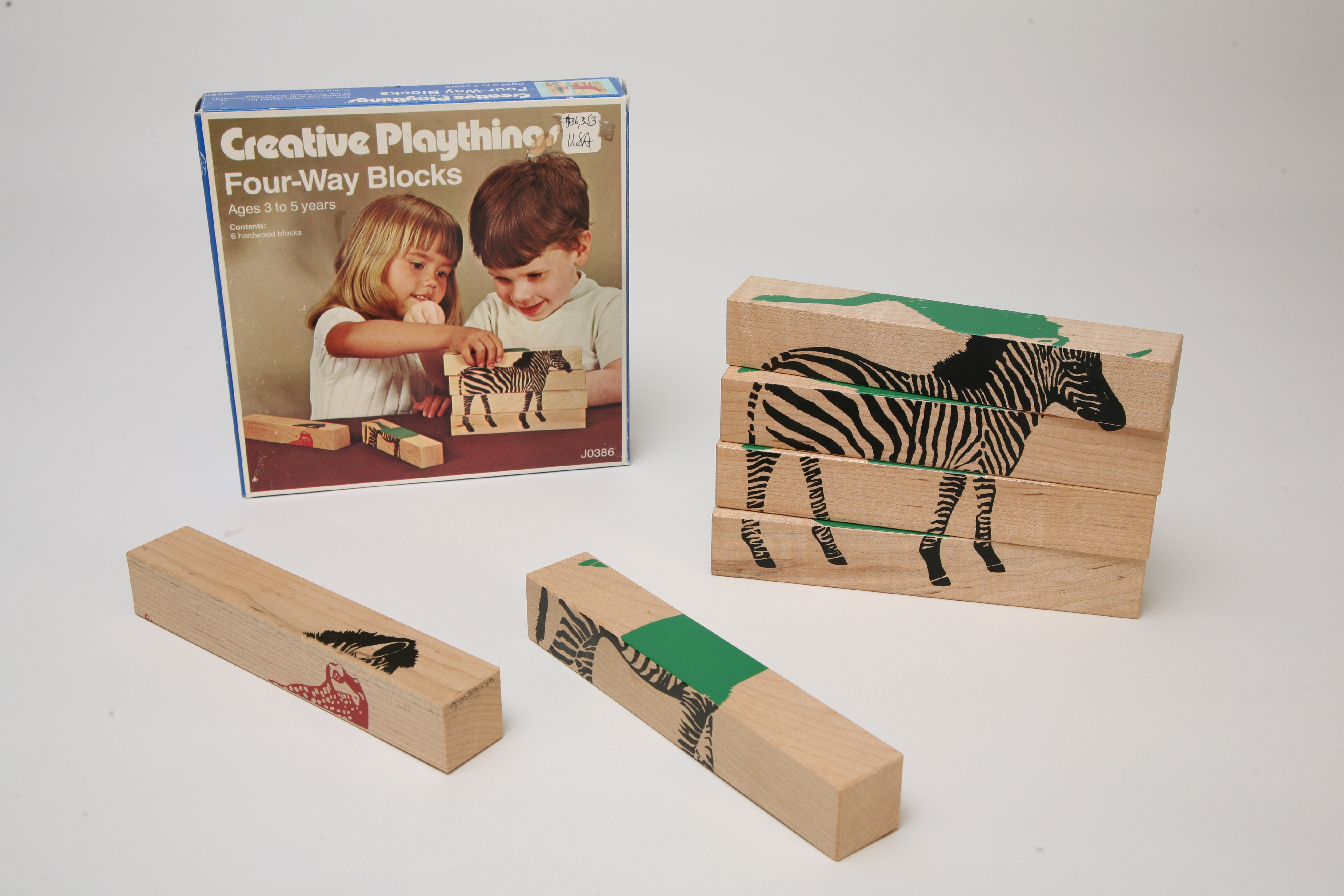
Puzzle en blocs

Les blocs sont des jouets de différentes formes (cube, cylindre, arche, prisme, etc.) et couleurs en bois, plastique ou mousse utilisés comme jeu de construction. Parfois ces blocs représentent les lettres de l’alphabet, ou les éléments d'un puzzle.

## Histoire

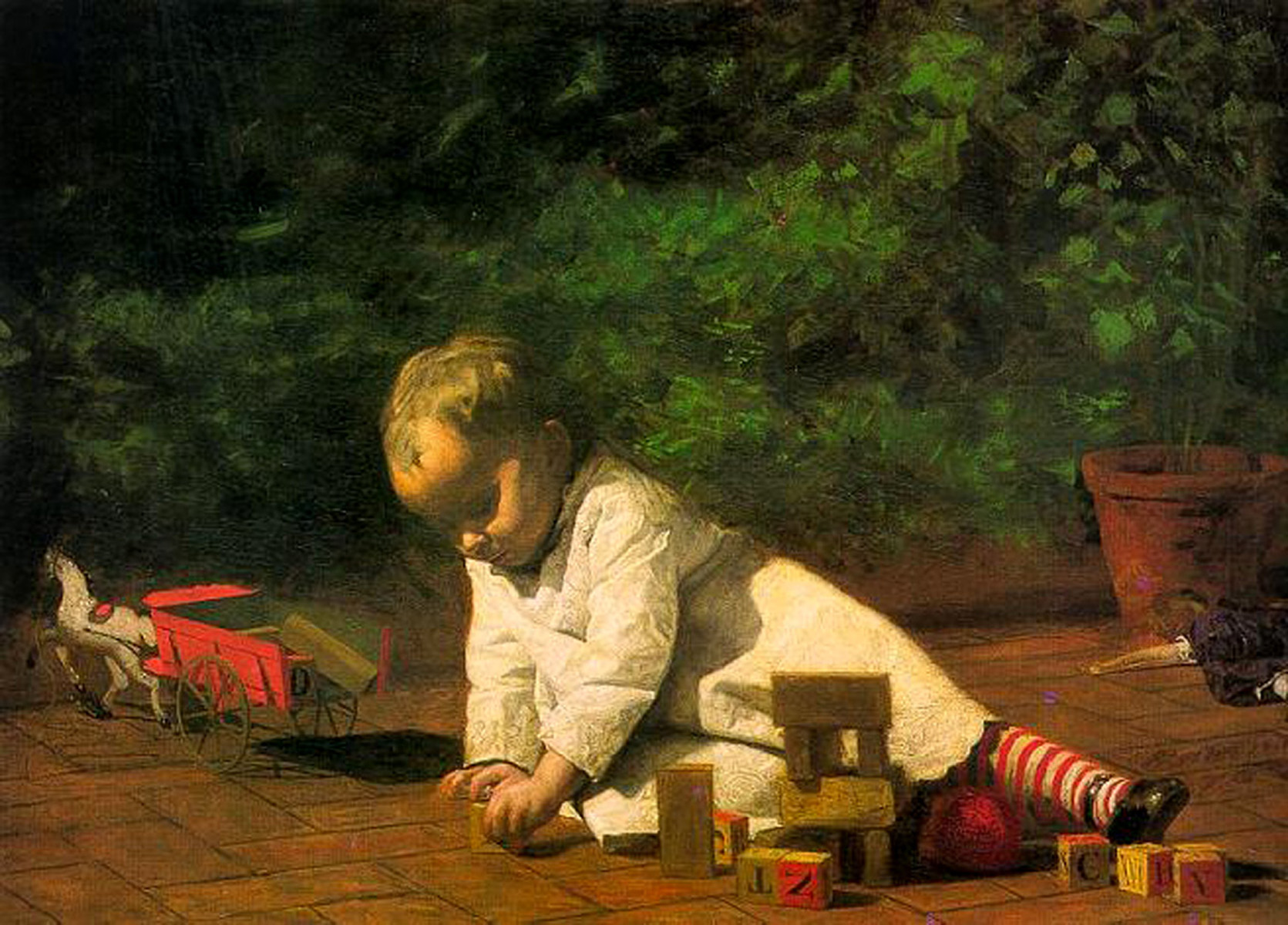
Baby at Play, par Thomas Eakins, 1876.

1693 : Une des premières références à des blocs pour bambins en forme de lettres de l’alphabet est faite par le philosophe anglais John Locke en 1693. Il avance que « les dés et jouets, avec des lettres sur eux pour enseigner aux enfants l'alphabet en jouant » rend l'apprentissage de la lecture plus agréable.
1798 : Witold Rybczynski (en) découvre que la plus ancienne mention de blocs de construction pour enfants apparait dans le livre Practical Education (1798) de Maria et R.L. Edgeworth's. Appelés « jouets rationnels, » ces blocs servaient à enseigner aux enfants la gravité et la physique ainsi que les relations spatiales leur permettant de voir comme différentes parties peuvent devenir un tout.
1820 : la première construction en série de blocs est faite à Williamsburg (Brooklyn) par S. L. Hill qui brevète un procédé pour peindre ou colorier la surface d'un bloc avant de le gaufrer puis ajouter une autre couleur afin d'avoir des blocs multicolores.
1850 : Au XIXe siècle, Henry Cole (sous le pseudonyme de Felix Summerly) écrit une série de livres pour enfants. Le livre A book of stories from The Home Treasury est vendu avec une boîte de blocs en terre cuite avec un pamphlet d’accompagnement, « Architectural Pastime, » fournissant des plans de construction.
2003 : le National Toy Hall of Fame au Strong Museum, ajoute des blocs ABC à sa collection, leur accordant le titre de jouets d'Amérique d'importance nationale.

## Marques connues
- Unit block (en), blocs de construction en bois verni de Caroline Pratt (en)[3].
- Kapla, jeu de construction à base de planchettes de pin des Landes.
- Lego, briques élémentaires en plastique à assembler
- Lincoln Logs (en), inventés par John Lloyd Wright.
- Stickle bricks (en), jeu de construction en plastique.
- Froebel Gifts (en), jeux inventés par Friedrich Fröbel.
- Tinkertoys (en), jeu constitué de roues et de tiges